# نوکو هیوا
نوکو هیوا (Nuku Hiva) یکی از جزیره‌های مجمع‌الجزایر مارکیز در پلی‌نزی فرانسه است.